# IC 965
IC 965 је спирална галаксија у сазвјежђу Волар која се налази на листи објеката дубоког неба у Индекс каталогу.
Деклинација објекта је + 17° 30' 40" а ректасцензија 13h 57m 47,4s. Привидна величина (магнитуда) објекта IC 965 износи 14,2 а фотографска магнитуда 15,0. IC 965 је још познат и под ознакама MCG 3-36-11, CGCG 103-26, NPM1G +17.0467, PGC 49667.